# Aquilegia brevicalcarata
Aquilegia brevicalcarata är en ranunkelväxtart som beskrevs av Kolokoln. och Lydia Palladievna Sergievskaya. Aquilegia brevicalcarata ingår i släktet aklejor, och familjen ranunkelväxter. Inga underarter finns listade i Catalogue of Life.